# Церква Перенесення мощей святого отця Миколая (Росохач)
Церква Перенесення мощей святого отця Миколая в Росохачі — парафія і храм греко-католицької громади Улашківського деканату Бучацької єпархії УГКЦ в селі Росохач Чортківського району Тернопільської области.

## Історія церкви
Церква в селі збудована на початку XX століття. З 1947 по 1990 рік парафія і храм перебували в підпорядкуванні РПЦ.
У 1990 році церква повернулася до УГКЦ. У 1995 році було розпочато будівництво церкви-каплиці, яку в 1996 році освятив владика Тернопільської єпархії Михаїл Сабрига.
При парафії діють такі спільноти:
- Братство «Апостольство молитви».
- Спільнота «Матері в молитві».
- Вівтарна дружина.

У храмі зберігаються мощі святого Йосафата Кунцевича.

## Парохи
- о. Микола Кугут (1946—1947)
- о. Яків Тимчук (1946—1947)
- о. Степан Деркач (1960—1970)
- владика Павло Василик і о. Степан Захарчук (1975—1982)
- о. Іван і Тарас Сеньківи (1982—1989)
- о. Володимир Петрів (1989—1998)
- о. Богдан Шкільний (від 1998 донині)

## Галерея

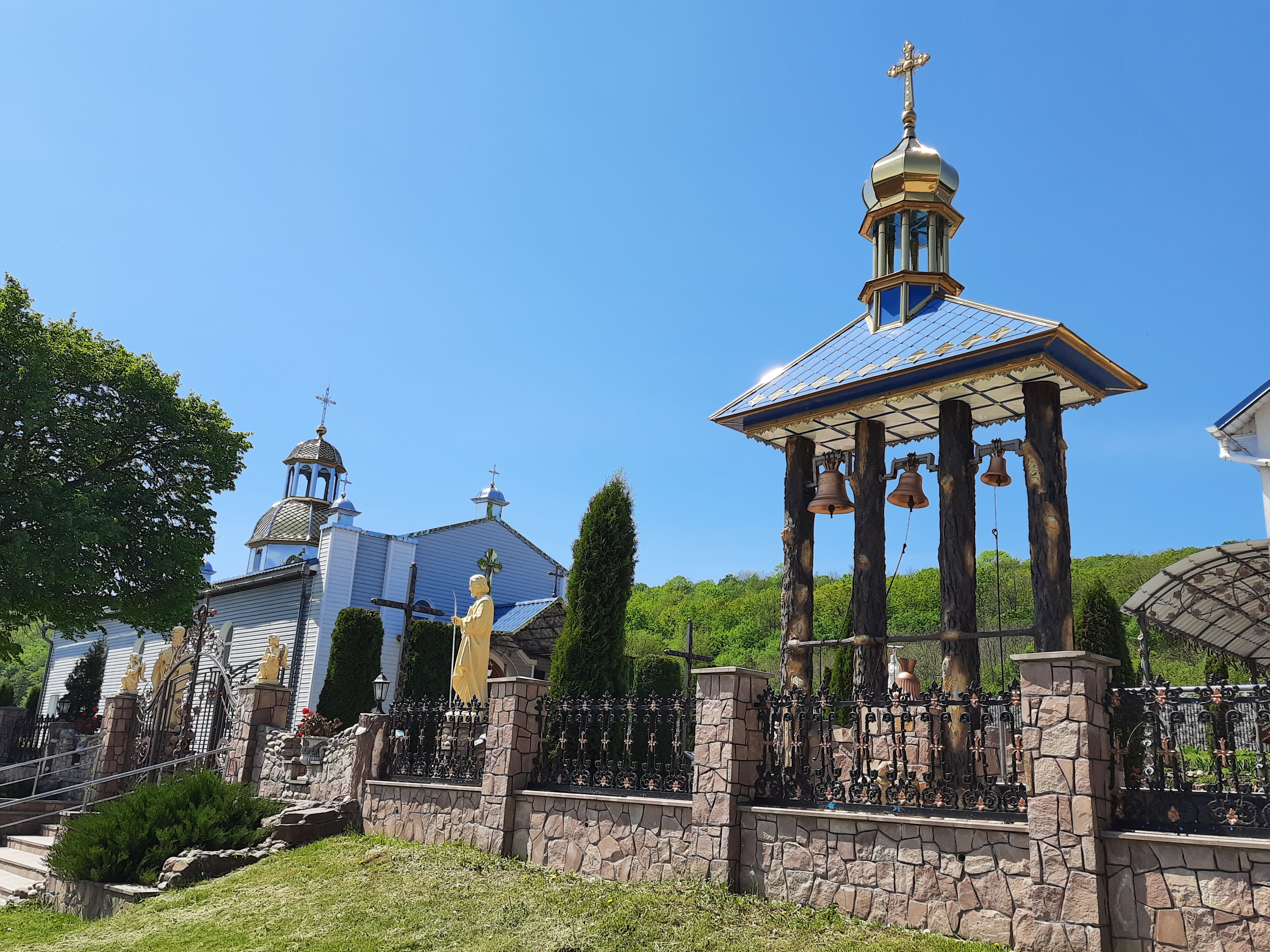
Церква перенесення мощей святого отця Миколая
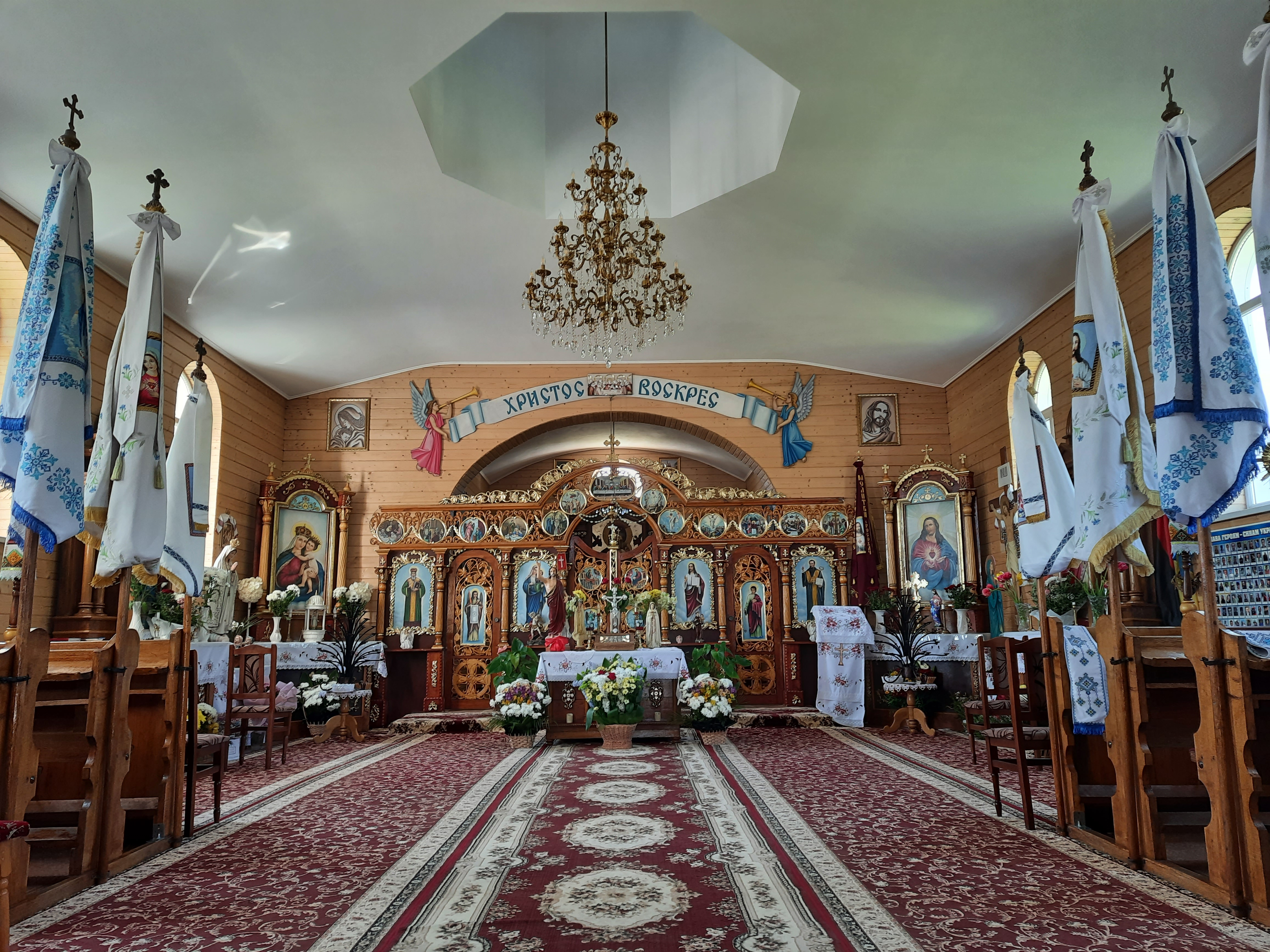
Інтер'єр церкви
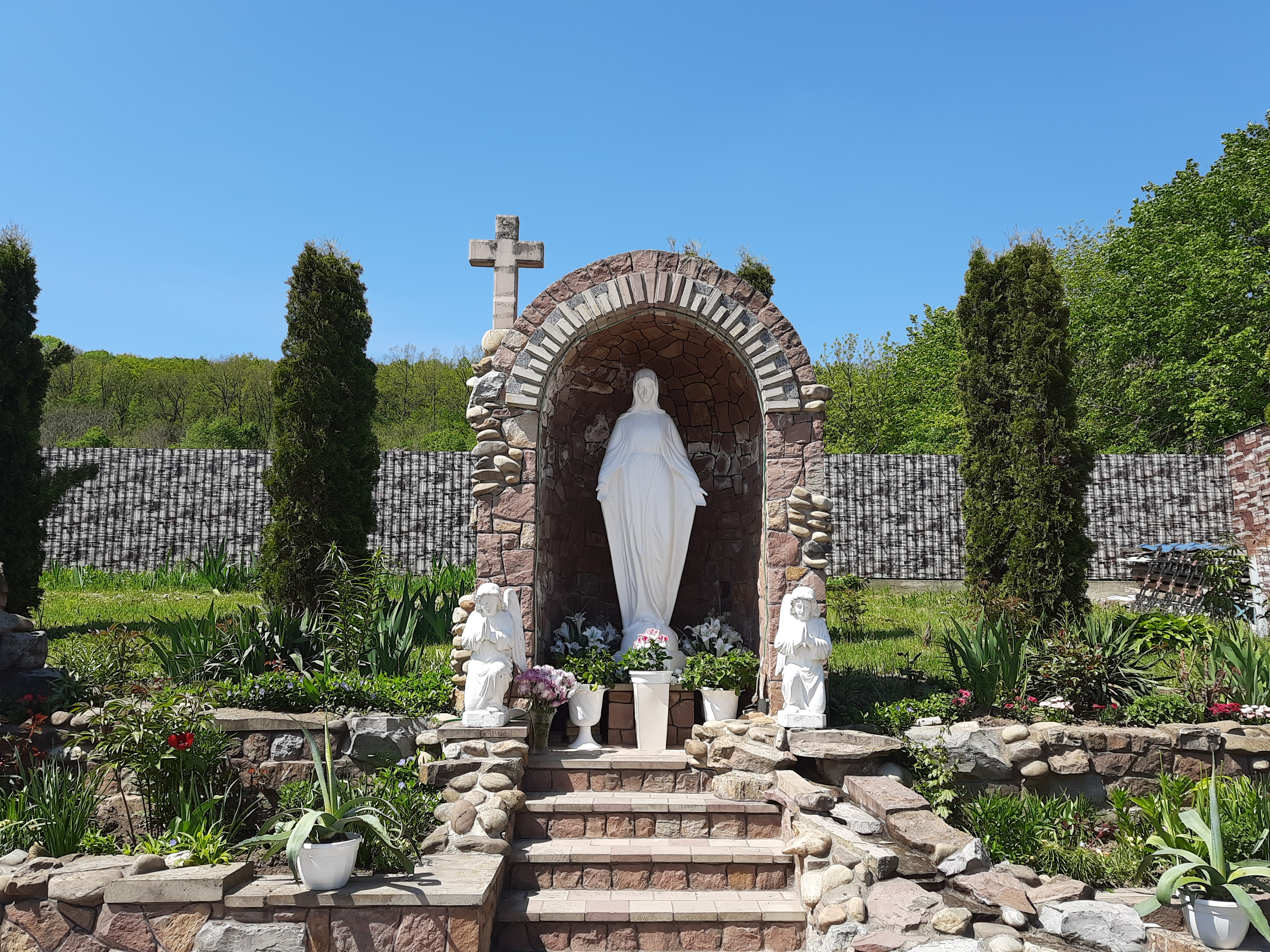
Церковна капличка
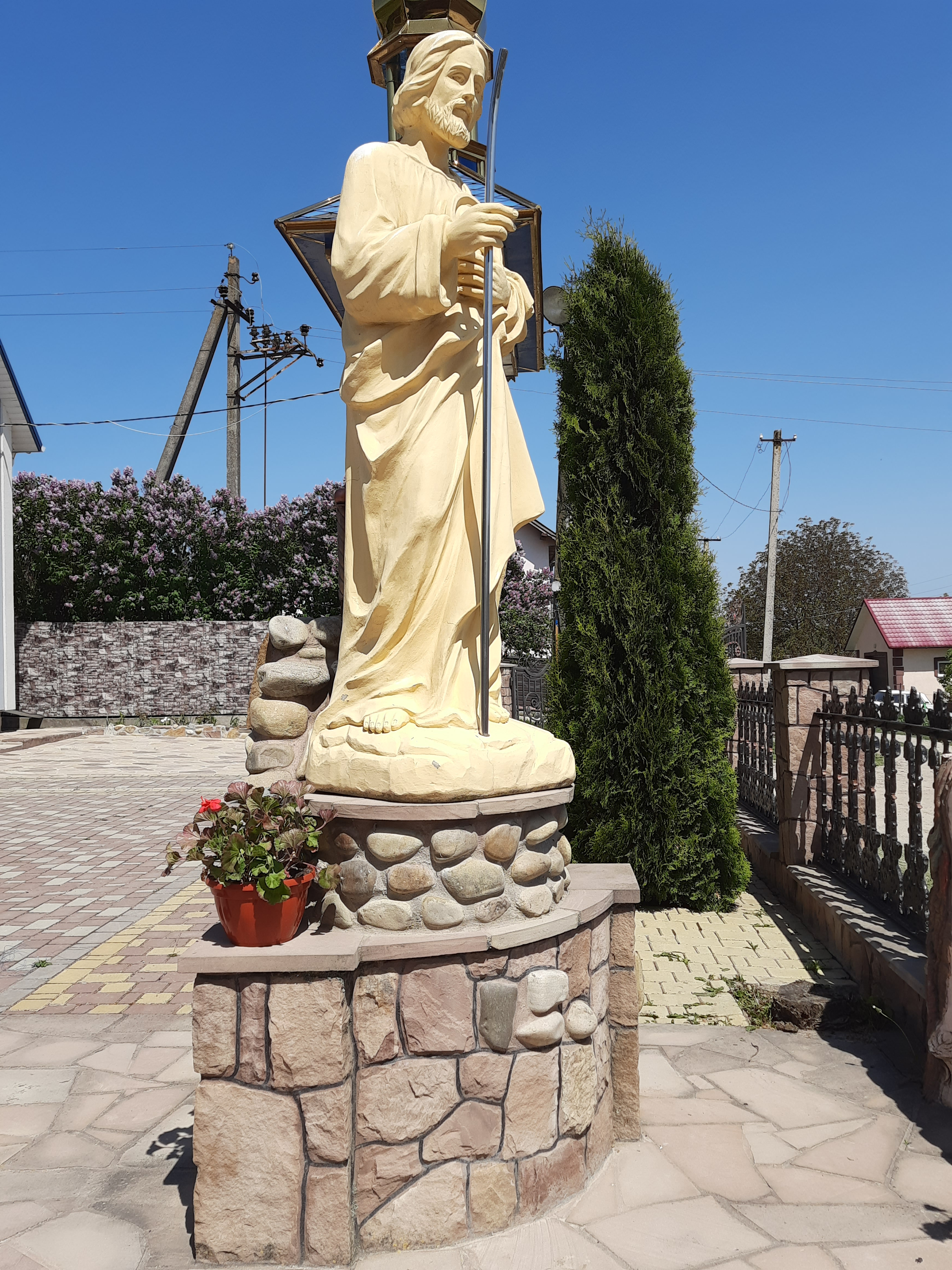
"Фігура" на церковному подвір'ї
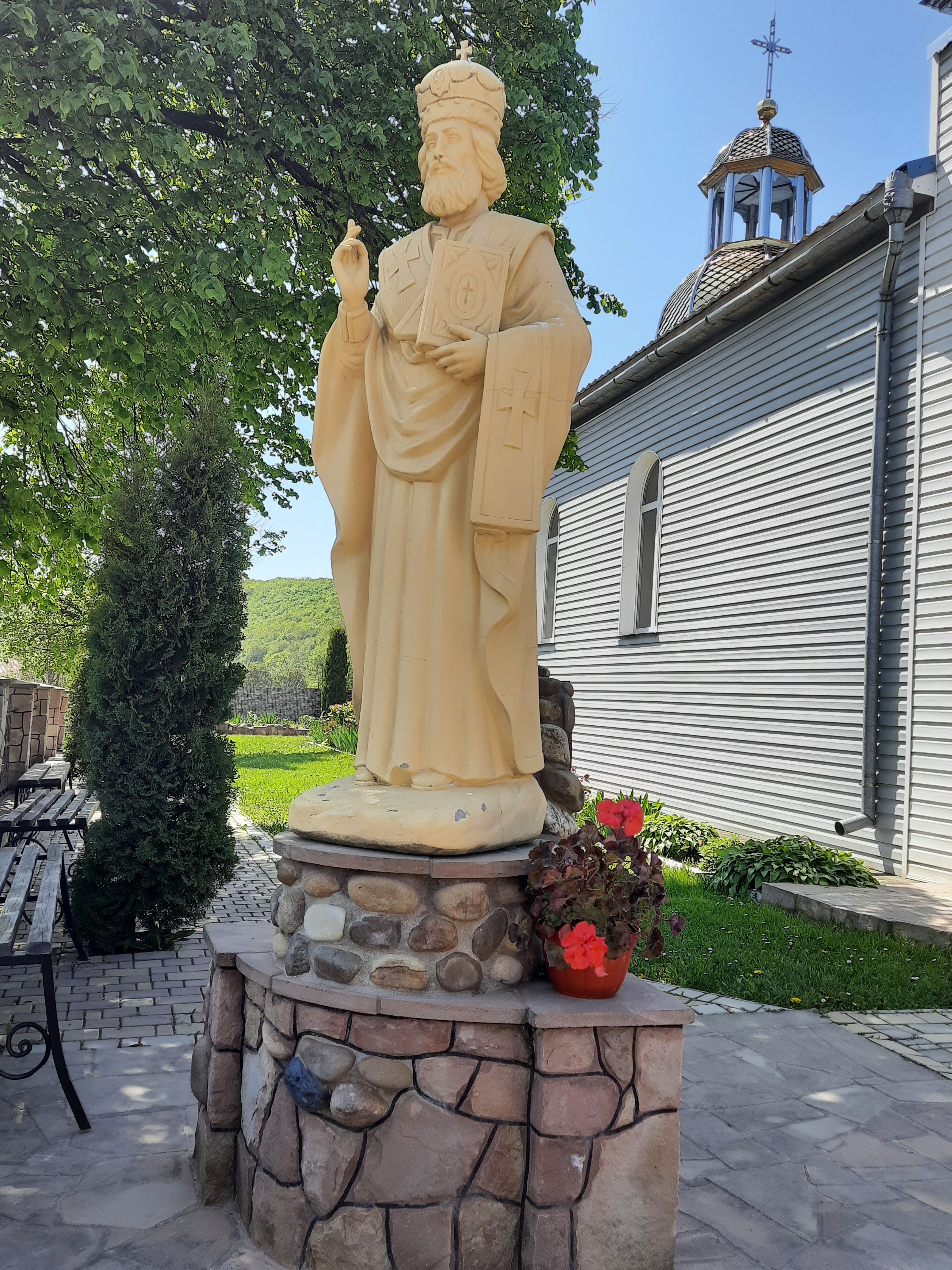
"Фігура" на церковному подвір'ї
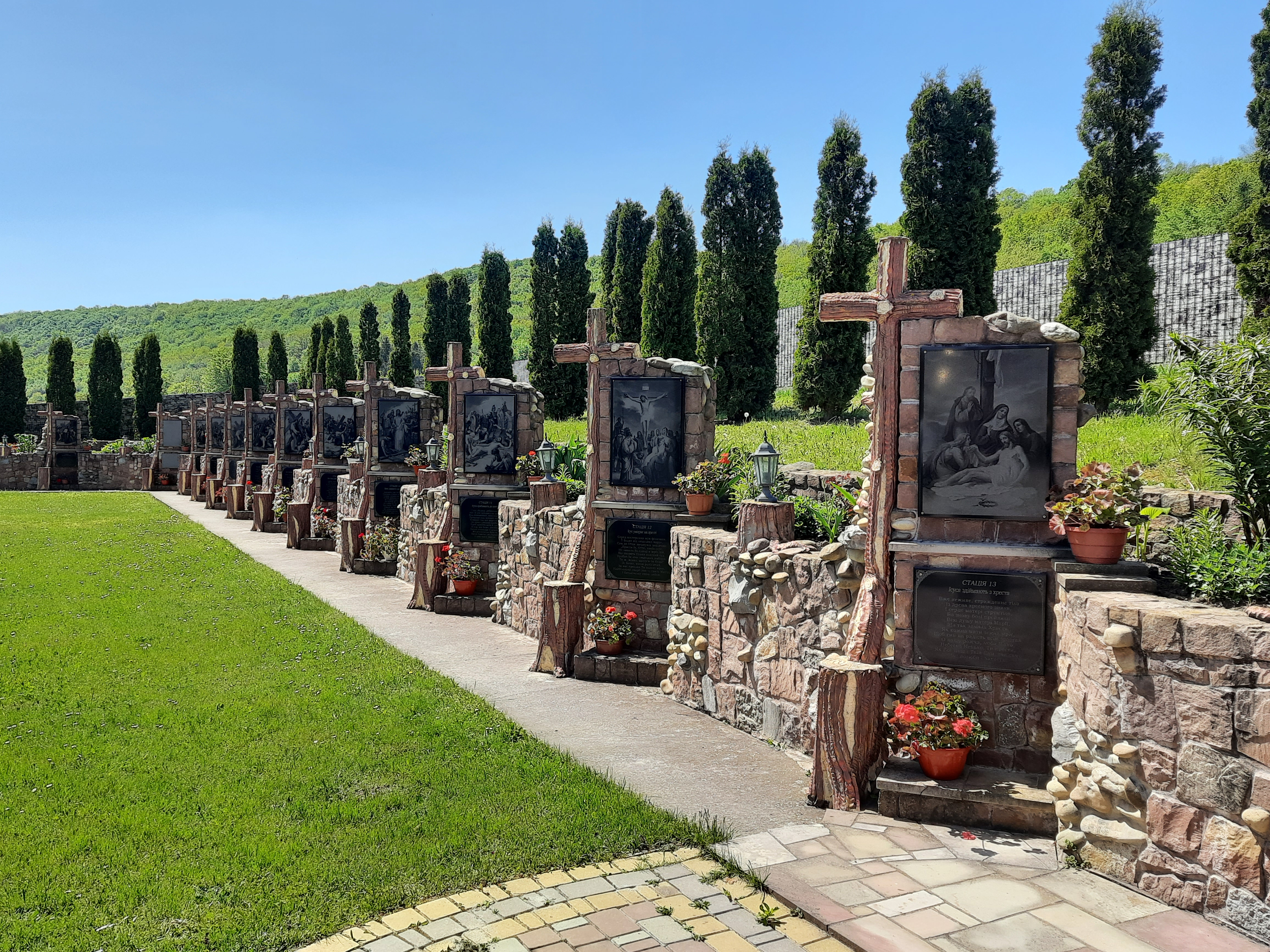
Хресна дорога